# New Deal (Texas)
New Deal is een plaats (town) in de Amerikaanse staat Texas, en valt bestuurlijk gezien onder Lubbock County.

## Geschiedenis
New Deal heette oorspronkelijk Monroe, maar de plaats werd in 1949 vernoemd naar president Roosevelts programma van sociale en economische hervormingen, nadat in 1935 al de scholen van Monroe en drie omringende plaatsen waren samengevoegd tot een schooldistrict onder de naam New Deal.

## Demografie
Bij de volkstelling in 2000 werd het aantal inwoners vastgesteld op 708.
In 2006 is het aantal inwoners door het United States Census Bureau geschat op 724, een stijging van 16 (2,3%).

## Geografie
Volgens het United States Census Bureau beslaat de plaats een oppervlakte van
2,7 km², geheel bestaande uit land. New Deal ligt op ongeveer 1006 m boven zeeniveau.

## Plaatsen in de nabije omgeving
De onderstaande figuur toont nabijgelegen plaatsen in een straal van 24 km rond New Deal.